# Ruthia ecuadoriana
Ruthia ecuadoriana is een slakkensoort uit de familie van de Columbellidae. De wetenschappelijke naam van de soort is voor het eerst geldig gepubliceerd in 1970 door Shasky.